# Marvin Miller (Schauspieler)
Marvin Elliott Miller (* 18. Juli 1913 in St. Louis, Missouri, als Marvin Elliott Mueller; † 8. Februar 1985 in Los Angeles, Kalifornien) war ein US-amerikanischer Schauspieler, Synchronsprecher und Hörfunkmoderator.

## Leben
Miller machte seinen Highschool-Abschluss in St. Louis und besuchte anschließend die Washington University in St. Louis. Dort schloss er sich Schauspiel- und Musical-Gruppen an. Er spielte in einer Band, war Herausgeber der Universitätszeitung und begann seine berufliche Laufbahn im Radio. Er war von 1937 bis 1965 mit Elizabeth Florence Dawson verheiratet. Der Ehe entstammten zwei Kinder.
Miller war ab Mitte der 1940er Jahre in Hollywood tätig und spielte zunächst oft in B-Filmen, später spielte er in vielen Fernsehserien. In seiner Anfangszeit war er häufiger als Schurke zu sehen, etwa als sadistischer Handlanger im Film noir Späte Sühne (1947) an der Seite von Robert Mitchum. Von 1955 bis 1960 verkörperte er in der Fernsehserie Wenn man Millionär wär die Rolle von Michael Anthony, dem loyalen Sekretär eines großzügigen Millionärs, in insgesamt 206 Episoden. 
Fast bekannter als sein Gesicht wurde für das amerikanische Publikum allerdings seine Stimme, denn er übernahm von den 1940er bis 1980er Jahren viele Sprech- und Erzählerrollen aus dem Off. In dem Science-Fiction-Klassiker Alarm im Weltall (1956) sowie der weniger bekannten Fortsetzung SOS Raumschiff (1957) lieh er dem Roboter Robby seine Stimme. Bei dem Disney-Film Dornröschen (1959) sprach er den Erzähler. Im Fernsehen fungierte er von 1966 bis 1974 bei 185 Episoden der Agentenserie FBI als Erzähler, ebenfalls 1982 bei der parodistischen Krimiserie Die nackte Pistole. 
Zuletzt wirkte er an dem Kriegsfilm Angel’s Höllenkommando mit, der erst nach seinem Tod veröffentlicht wurde.

## Filmografie

### Schauspieler
- 1945: Spionage in Fernost (Blood on the Sun)
- 1945: Alice in Jungleland  (Kurzfilm)
- 1945: Johnny Angel
- 1946: Deadline at Dawn
- 1946: Just Before Dawn
- 1946: The Phantom Thief
- 1946: Night in Paradise
- 1946: Without Reservations
- 1947: Späte Sühne (Dead Reckoning)
- 1947: The Brasher Doubloon
- 1947: The Corpse Came C.O.D.
- 1947: Die Bestie von Shanghai (Intrigue)
- 1949: Mysteries of Chinatown (Fernsehserie)
- 1950–1953: The George Burns and Gracie Allen Show (Fernsehserie, zwei Episoden)
- 1951: The Fat Man
- 1951: Piraten von Macao (Smuggler’s Island)
- 1951: Peking-Expreß (Peking Express)
- 1951: Die Diebe von Marschan (The Prince Who Was a Thief)
- 1951: Stars Over Hollywood (Fernsehserie, Episode 1x50)
- 1951: Dschingis Khan – Die goldene Horde (The Golden Horde)
- 1952: Hongkong (Hong Kong)
- 1952: Endstation Mars (Red Planet Mars)
- 1952: Four Star Playhouse (Fernsehserie, Episode 1x02)
- 1952: Ich bin der Größte (Off Limits)
- 1952–1954: Space Patrol (Fernsehserie, 14 Episoden)
- 1953: I’m the Law (Fernsehserie, Episode 1x07)
- 1953: Strandgut (Forbidden)
- 1954: Big Town (Fernsehserie, Episode 4x19)
- 1954: Der Schatz der Jivaro (Jivaro)
- 1954: The Lone Wolf (Fernsehserie, Episode 1x07)
- 1954: Hotel Schanghai (The Shanghai Story)
- 1955: Cavalcade of America (Fernsehserie, Episode 3x23)
- 1955–1960: Wenn man Millionär wär (The Millionaire) (Fernsehserie, 206 Episoden)
- 1956–1961: The Adventures of Ozzie and Harriet (Fernsehserie, zwei Episoden)
- 1957: The Story of Mankind
- 1958: State Trooper (Fernsehserie, Episode 2x19)
- 1958: Jack-Benny-Show (Fernsehserie, Episode 9x03)
- 1959: Make Room for Daddy (Fernsehserie, Episode 7x03)
- 1961: Bat Masterson (Fernsehserie, Episode 3x31)
- 1962: When the Girls Take Over
- 1962–1967: Nachdenkliche Geschichten (Insight) (Fernsehserie, drei Episoden)
- 1963: Perry Mason (Fernsehserie, Episode 6x23)
- 1965: Saturday Night in Apple Valley
- 1966: Batman (Fernsehserie, Episode 1x12)
- 1967: Hell on Wheels
- 1967: The Fisher Family (Fernsehserie)
- 1970: Blood of the Iron Maiden
- 1971: Adam-12 (Fernsehserie, Episode 4x06)
- 1972: Wo tut’s weh? (Where Does It Hurt?)
- 1972: Kobra, übernehmen Sie (Mission: Impossible) (Fernsehserie, Episode 7x02)
- 1972: The Sexpert
- 1973: Wo die Liebe hinfällt (Love, American Style) (Fernsehserie, Episode 4x17)
- 1973: The Naked Ape
- 1973: Der Untergang Japans (Nippon Chinbotsu)
- 1974: How to Seduce a Woman
- 1975: Der Nachtjäger (Kolchak: The Night Stalker) (Fernsehserie, Episode 1x14)
- 1975: I Wonder Who’s Killing Her Now?
- 1977: John Hus
- 1977: American Raspberry
- 1978: Wonder Woman (The New Adventures of Wonder Woman) (Fernsehserie, Episode 3x03)
- 1981: Evita Peron (Fernsehfilm)
- 1981: Kiss Daddy Goodbye
- 1983: Savage Journey (Fernsehfilm)
- 1984: Swing Shift – Liebe auf Zeit (Swing Shift)
- 1986: Angel’s Höllenkommando (Hell Squad)

### Synchronsprecher
- 1944: Hell-Bent for Election (Zeichentrickfilm)
- 1950: Gerald McBoing-Boing (Zeichentrickfilm)
- 1952: The Oompahs (Zeichentrickfilm)
- 1952: Land of Everyday Miracles (Kurzfilm, Erzähler)
- 1953: Christopher Crumpet (Zeichentrickfilm)
- 1953: Gerald McBoing-Boing’s Symphony (Zeichentrickfilm)
- 1953: Tom Schuler: Cobbler Statesman (Kurzfilm, Erzähler)
- 1954: Born to Ski (Kurzfilm, Erzähler)
- 1954: Ballet-Oop (Zeichentrickfilm)
- 1954: Fudget’s Budget (Zeichentrickfilm)
- 1954: How Now Boing Boing (Zeichentrickfilm)
- 1954: Beauty and the Bull (Kurzfilm, Erzähler)
- 1955: Pantherkatze (New York Confidential) (Erzähler)
- 1955: Football Royal (Kurzfilm, Erzähler)
- 1955: Godzilla kehrt zurück (Gojira no gyakushū) (Erzähler)
- 1955: King Dinosaur (Erzähler)
- 1955: The Adventures of Alexander Selkirk (Kurzfilm, Erzähler)
- 1955: Christopher Crumpet’s Playmate (Zeichentrickfilm)
- 1955: The Rise of Duton Lang (Zeichentrickfilm)
- 1956: Gerald McBoing! Boing! on Planet Moo (Zeichentrickfilm)
- 1956: Alarm im Weltall (Forbidden Planet)
- 1956: Time Stood Still (Kurzfilm, Erzähler)
- 1956: Unidentified Flying Objects: The True Story of Flying Saucers (Dokumentation, Erzähler)
- 1956: Interview mit der Sonne (Our Mr. Sun) (Fernsehfilm)
- 1956: Your Safety First (Kurzfilm, Erzähler)
- 1956: The Sporting Irish (Kurzfilm, Erzähler)
- 1956: The Gerald McBoing-Boing Show (Fernsehserie, Episode 1x06, Erzähler)
- 1956: Living Unlimited (Kurzfilm, Erzähler)
- 1956: Destination Earth (Zeichentrickfilm)
- 1957: Ein Herrscher namens Blut (Hemo the Magnificent) (Zeichentrickfilm)
- 1957: Das todbringende Ungeheuer (The Deadly Mantis) (Erzähler)
- 1957: SOS Raumschiff (The Invisible Boy)
- 1957: Energetically Yours (Zeichentrickfilm, Erzähler)
- 1958: Menschenjagd im Dschungel (Manhunt in the Jungle) (Erzähler)
- 1958: Erzählung einer weißen Schlange (Hakujaden) (Zeichentrickfilm, Erzähler)
- 1958: Senior Prom (Erzähler)
- 1958, 1973: Disney-Land (Fernsehserie, zwei Episoden, Erzähler)
- 1959: Dornröschen (Sleeping Beauty) (Zeichentrickfilm, Erzähler)
- 1959: Gigantis, the Fire Monster (Erzähler)
- 1959: Das gestohlene Glück (Sampo) (Erzähler)
- 1959: Fill ’Er Up (Zeichentrickfilm)
- 1960: Inside Magoo (Zeichentrickfilm)
- 1961: Todesstrahlen aus dem Weltall (Sekai Daisensō)
- 1961: The Phantom Planet
- 1962: Calvin and the Colonel (Zeichentrickserie, Episode 1x08)
- 1963: His Mother Marveled (Kurzfilm, Erzähler)
- 1964: Jonny Quest (Zeichentrickserie, Episode 1x05)
- 1964–1965: Mister Magoo (Zeichentrickserie, 14 Episoden)
- 1965: Sierra Charriba (Erzähler)
- 1965: Michelangelo – Inferno und Ekstase (The Agony and the Ecstasy) (Erzähler)
- 1965: Befehl aus dem Dunkel (Kaijū daisensō)
- 1965: Verdammte, süße Welt (Inside Daisy Clover) (Erzähler)
- 1966–1974: FBI (Fernsehserie, 185 Episoden, Erzähler)
- 1967: Das Geheimnis der grünen Hornisse (Fernsehserie, Episode 1x24)
- 1967: Le Pig-Al Patrol (Zeichentrickfilm)
- 1967: Le Bowser Bagger (Zeichentrickfilm)
- 1967: Le Cop on Le Rocks (Zeichentrickfilm)
- 1967: Ein Job für Superman (The New Adventures of Superman) (Zeichentrickserie)
- 1967: Aquaman – Herrscher über die sieben Weltmeere (Aquaman) (Zeichentrickserie)
- 1967: Maya (Fernsehserie, Erzähler)
- 1967: Tour De Farce (Zeichentrickfilm)
- 1967: Die Fantastischen Vier (The Fantastic Four) (Zeichentrickserie, zwei Episoden)
- 1968: The Lone Ranger (Zeichentrickserie, Episode 2x12)
- 1968: Les Miserobots (Zeichentrickfilm)
- 1968: Transylvania Mania (Zeichentrickfilm)
- 1968: Bear De Guerre (Zeichentrickfilm)
- 1968: Cherche le phantom (Zeichentrickfilm)
- 1968: Le Great Dane Robbery (Zeichentrickfilm)
- 1968: La Feet’s Defeat (Zeichentrickfilm)
- 1968: The New Adventures of Huckleberry Finn (Zeichentrickserie, Episode 1x06)
- 1968–1969: Fantastic Voyage (Zeichentrickserie, 17 Episoden)
- 1969: French Freud (Zeichentrickfilm)
- 1969: Pierre and Cottage Cheese (Zeichentrickfilm)
- 1969: Carte Blanched (Zeichentrickfilm, Erzähler)
- 1969: Here Comes the Grump (Zeichentrickserie)
- 1969: Der rosarote Panther (The Pink Panther Show) (Zeichentrickserie, Erzähler)
- 1970: MASH
- 1970: Scratch a Tiger (Zeichentrickfilm)
- 1970: The Froggy Froggy Duo (Zeichentrickfilm)
- 1970: Robin Goodhood (Zeichentrickfilm)
- 1971: Pink-In (Zeichentrickfilm)
- 1972: Search (Fernsehserie, Episode 1x06)
- 1973: Der wilde Planet (La Planète sauvage) (Zeichentrickfilm)
- 1975: Saturday Night Live (Erzähler)
- 1975: Im Land der Saurier (Land of the Lost) (Zeichentrickserie, drei Episoden)
- 1976: Kleine Gangster – große Beute (Brinks: The Great Robbery) (Fernsehfilm, Erzähler)
- 1976: Der Ruf der Wildnis (The Call of the Wild) (Erzähler)
- 1976: The Pink Panther Laugh and a Half Hour and a Half Show (Zeichentrickserie)
- 1976: Electra Woman and Dyna Girl (Fernsehserie, 15 Episoden, Erzähler)
- 1977: In der Gewalt der Riesenameisen (Empire of the Ants)
- 1978: Wiz on Down the Road (Kurzfilm, Erzähler)
- 1978: Sonar One-Step (Kurzfilm, Erzähler)
- 1982: Die nackte Pistole (Police Squad!) (Fernsehserie, sechs Episoden, Erzähler)
- 1984: Gremlins – Kleine Monster (Gremlins)